# Жуниньо Потигуар
Жуниньо Потигуар (порт.-браз. Juninho Potiguar), полное имя Жарлессон Инасиу Жуниор (порт.-браз. Jarlesson Inácio Júnior; род. 22 февраля 1990, Натал, Бразилия) — бразильский футболист, нападающий клуба КРБ.

## Карьера
В начале своей карьеры Потигуар выступал за бразильские команды «Спорт Ресифи», «Америка» (Паулиста), «Коринтианс Алагоано». В 2012 году перешёл в клуб «Икаса», выступающий в бразильской Серии «Б». В контракте Потигуара с «Икасой» был пункт, согласно которому футболист мог покинуть команду, если та по итогам сезона не выйдет в бразильскую Серию «A», что в итоге и случилось. В январе 2014 года подписал контракт с молдавским «Шерифом». В составе команды стал чемпионом Молдавии сезона 2013/14. По итогам голосования на портале Moldfootball.com его гол на 76-й минуте матча 30-го тура против «Костулен» был признан самым красивым забитым мячом чемпионата в сезоне 2013/14. 24 мая 2015 года выиграл с командой Кубок Молдавии 2014/15, Потигуар отличился и сделал голевую передачу в финальном поединке, закончившегося со счётом 3:2. 25 июля стал обладателем Суперкубка Молдавии 2015, матч против «Милсами» закончился со счётом 3:1, Жуниньо отличился в самом начале матча.

## Достижения

### Командные
«Спорт Ресифи»
- Чемпион Лиги Пернамбукано: 2010

«Шериф»
- Чемпион Молдавии: 2013/14
- Бронзовый призёр чемпионата Молдавии: 2014/15
- Обладатель Кубка Молдавии: 2014/15
- Финалист Кубка Молдавии: 2013/14
- Обладатель Суперкубка Молдавии: 2015
- Финалист Суперкубка Молдавии: 2014

### Личные
«Икаса»
- Лучший молодой игрок бразильской Серии «Б»: 2013[1]

«Шериф»
- Лучший гол чемпионата Молдавии по мнению болельщиков: 2013/14[4][5]

## Статистика выступлений
| 2011                    | Америка | Лига Пернамбукано     | 7  | 0  |
| 2013                    | Икаса   | Серия B               | 36 | 9  |
| 2013                    | Икаса   | Лига Сеаренсе         | 30 | 11 |
| 2013/14                 | Шериф   | Национальный дивизион | 11 | 9  |
| 2014/15                 | Шериф   | Национальный дивизион | 22 | 8  |
| 2015/16                 | Шериф   | Национальный дивизион | 5  | 2  |
| Обновлено 9 ноября 2015 |         |                       |    |    |